# گوهر جاگیر
گوهر جاگیر (به انگلیسی: Gohar Jageer) یک منطقهٔ مسکونی در پاکستان است که در قصور، پاکستان واقع شده‌است.